# Palawan
Palawan (Tagalog: Lalawigan ng Palawan), je otok province na Filipinih, ki se nahaja v regiji MIMAROPA ali regija 4. Glavno mesto je Puerto Princesa City, in je največja provinca v državi. Otok Palawan se razteza od Mindora na severovzhodu do Bornea na jugozahodu. Leži med Južno kitajskim morjem in morjem Sulu.Provinca je dobila ime po svojem največjem otoku Palawan Island, Palawan Island (09°30′N 118°30′E / 9.5°N 118.5°E / 9.5; 118.5), meri 450 kilometrov (280 milj)v dolžino,ter 50 kilometrov (31 milj) v širino.

## Lega
Palawan je sestavljen iz dolgega in ozekega otoka Palawan, ter  nekaj drugih manjših otokov, ki ga obkrožajo. Skupino Calamianes otokov, na severovzhodu sestavljajo otok Busuanga Island, Culion, in Coron. Na skrajnem zahodu se  Durangan otok se skoraj dotika otoka Palawan, medtem ko se Balabac otok nahaja v bližini južne konice, ter ga otoka Borneo loči ožina Balabac. Poleg tega Palawan zajema tudi Cuyo otočje v Sulu morju. Sporno Spratly otočje, ki se nahaja le nekaj sto kilometrov proti zahodu, se štejejo za del Palawana na Filipinih, in se lokalno imenuje Kalayaan skupina otokov.
Na skoraj 2.000 kilometrih obale Palawana (1200 milj)je nanizanih okoli 1.780 otokov in otočkov, kamnitih zalivov ter snežno belih peščenih plaž. Na otoku je možno najti tudi obširna območja pragozdov, ki prekrivajo otoško verigo gorovij. Povprečna višina gorovij znaša 3500 čevljev (1100 m) nadmorske višine, z najvišjim vrhom Mount Mantalingahan ki se dviga 2.086 m visoko. Prostrana gorska območja so dragocen vir lesa.Teren je mešanica obalne ravnice, dolin ,ter dolinskih delt ter rečnih arterij, ki služijo za namakanje.

## Zgodovina
Zgodovina Palawan segaja 22.000 let nazaj, kar je bilo potrjeno z odkritjem drobcev kosti v Tabonski jami v občini Quezon. Čeprav je izvor jamskih prebivalcev potrjen, antropologi menijo, da so prišli iz Bornea. Tabonske jame so znane kot zibelka filipinske civilizacije. Jame sestavlja veriga dvoran kjer so znanstveniki ter antropologi odkrili ostanke Tabonskega človeka skupaj z njegovimi orodji in številnimi drugimi artefakti.

### Prva naselja
Prvi valovi naseljencev so prišli na Filipine preko kopenskih povezav med Borneom in Palawanom.Med prvimi naseljenci je bilo tudi ljudstvo Aetas in Negritos, ki so prvotno živeli v Anwei provinci na jugu Kitajske od koder so jih Hani pregnali proti jugu. Nekateri so se naselili na Tajskem, medtem, ko so drugi odšli dlje proti jugu v Indonezijo, Sumatro in Borneo. Med provtne prebivalce otoka štejemo tudi Palawano in Takbawna ljudstvo, ki so potomci prvotnih naseljencev, ki so na otok pršli preko kopenske povezave v času ledene dobe.
Imeli so obliko domače politične strukture, razvite na otoku, v katerem so domačini imeli svoje ne-formalno obliko vlade , abecedo ter  sistem trgovanja s pomorskimi ljudstvi. [7]
V letu 982 n.š. so bili redni obiskovalci otoka tudi starodavni Kitajci. Kitajski avtor je poimenoval te otoke KLA-ma-Yan (Calamian), Palau-YE (Palawan) in Paki-Nung (Busuanga). Lončevina, porcelan ter ostali artefakti najdeni v jamah in vodah Palawana potrjujejo, trgovske poti med kitajskimi in malajskimi trgovci.

### Pred-kolonialno obdobje
V 12. stoletju so malajski naseljenci, ki so prišli s čolni, začeli naseljevati otok. Večini teh naseljencev  so vladali malajski  poglavarji.  Prvi naseljenci so gojili riž, ingver, kokos,  krompir, sladkornega trs in banane. Prav tako so vzrejali  prašiče, koze in kokoši. Glavnino gospodarskih dejavnosti je predstavljal ribolov, kmetijstvo in lov pri katerem so uporabljali pasti iz bambusa in pihalnike. Prvim naseljencem so sledili Indonezijci ter Majapahiti v 13. Stoletju, ki so na otok prinesli hinduizem in budizem. 
Zaradi bližine Bornea je bil južni del otoka več kot dvesto let pod vladavino brunejskega sultana, ki je istočasno prinesel islamsko vero. V tem obdobju je cvetela trgovina kar je privedlo do medrasnih porok med Kitajci, Arabci in Hindujci. Njihovi potomci imenovani  Palawenos pa so se od prvotnih naseljencev razlikovali tako po fizični konstrukciji in fizionomiji.

### Špansko obdobje
Po smrti Ferdinanda Magellana je ostanek njegovega ladjevja pristal na otoku, ter si ga prisvojil, kar je pomorščake rešilo lakote.  Antonio Pigafetta, Magellanov kronist je otok poimenoval  "obljubljena dežela ".
Severno calamiansko otočje je bilo prvo, ki je prišlo pod špansko nadvlado, ter je bilo kasneje razglašeno za provinco od glavnega otoka Palawana. V zgodnjem 17. stoletju je španska veja katoliške cerkve poslala misionarje  Cuyo, Agutaya, Taytay in Cagayancillo, ki pa so naleteli na odpor skupnosti Moro. Pred  18. Stoletjem je Španija začela graditi cerkve v mestih Cuyo, Taytay, Linapacan in Balabac za branjenje le teh pa so bili primorani uporabiti tudi vojsko. Leta 1749 je brunejski sultan odstopil južni del Palawana Španiji.

### Obdobje ameriške vladavine
Po filipinsko-ameriški vojni  so leta 1902 Američani ustanovili civilno vlado na severnem delu otoka, ter ga poimenovali provinca Paragua. Leta 1903 je v skladu s filipinskim  zakonom  prišlo do reorganizacije območja kar je pripeljalo do združitve južnega in severnega dela, ter skupnim poimenovanjem otoka Palawan in določitvijo Puerto Princesa za glavno mesto. V tem obdobju je prišlo v veljavo mnogo reform ter projektov, med katerimi so bili izgradnja šol in promocija agrokulture.

### Japonska invazija

#### Pokol na Palawanu
Med drugo svetovno vojno so enote japonske vojske ( pod poveljstvom generala Tomoyuki Yamashita ), da bi preprečile reševalno akcijo vojnih ujetnikov  14. Decembra 1944, odpeljale 150 vojnih ujetnikov v Puerto Princesa, kjer so jih nagnali v tri jarke in jih zažgali. Ujetnike, ki so želeli pobegniti so ustrelili, kot tudi ostale, ki so hoteli pobegniti preko pečine. Izmed vseh ujetnikov jih je preživelo le enajst, ubitih pa je bilo med 133 in 141. Pokol je bil tudi osnova za nedavno izdano knjigo Last Man Out, avtorja Glenn McDolle, USMC, Survivor of the Palawan Massacre in World War II, avtorja Boba Wilbanksa in začetnih kadrov Miramaxovega filma iz leta 2005, The Great Raid.

### Osvoboditev
Med začetno fazo bitke Leyte Gulf ob obali Palawana sta dve ameriški podmornici  USS Dace in USS Darter napadli japonski vojni  križarki Atago(ki jo je vodil admiral Takeo Kurita ) ter sestrsko ladjo Maya. Podmornica Darter je kasneje tistega dneva nasedla, posadko pa je rešila ameriška podmornica USS Nautilus ( SS-168 ).
Otok je bil osvobojen izpod nadvlade japonskih imperialnih sil, s pomočjo filipinsko-ameriških vojaških sil med 28. Februarjem in 22. Aprilom 1945.